# Vrads Sande
 Vrads Sande er navnet på hedeområderne mellem Vrads og Hjøllund, præget af indlandsklitter dannet af sandflugten, der prægede store dele af Jylland fra 1500- til 1800-tallet. Vrads Sande ligger i Silkeborg Kommune, men var før 2007 en del af Them Kommune.
Vrads Sande er også navnet på et tidligere udflugts- og feriecenter der blev anlagt som en park af Christoffer Løvstad i 1920'erne. Det er nu omdannet til Vrads Sande Ashram, eller Vrads Sande Meditationscenter, der er en del af det verdensomspændende yogabevægelse Shri Ram Chandra Mission.
Et areal på 146 ha blev fredet i 1968; øst for, og sammenhængende med Vrads Sande, blev et areal på 300 ha omkring Snabegård fredet i 1976; det grænser op til Salten Å og Lystrup Å, og Naturstien Horsens-Silkeborg passerer igennem.